# (30417) Staudt
(30417) Staudt est un astéroïde de la ceinture principale.

## Description
(30417) Staudt est un astéroïde de la ceinture principale. Il fut découvert le 1er juin 2000 à Prescott (Arizona) par Paul G. Comba. Il présente une orbite caractérisée par un demi-grand axe de 2,66 UA, une excentricité de 0,20 et une inclinaison de 3,6° par rapport à l'écliptique.

## Compléments